# Kładka Parkowa
Kładka Parkowa – nieistniejący most położony we Wrocławiu, w rejonie osiedla Wilczy Kąt, stanowiący przeprawę nad jednym z ramion bocznych rzeki Oława, tj. nad Górną Oławą. Konstrukcja pomostu, którego głównymi elementami nośnymi były dwa dźwigary wykonane jako beleki stalowe, dwuteowe, została rozebrana. Most łączył teren bezimiennej wyspy objętej ramionami rzeki, na której położony jest częściowo Park Wschodni (prawy brzeg ramienia rzeki) z terenem osiedla Wilczy Kąt (ulica Wilcza). Obecnie z kładki pozostały tylko przyczółki po obu stronach koryta rzeki, a jedyną przeprawą zapewniającą komunikację dla obszaru Parku Wschodniego, pozostaje od tego momentu Most Parkowy zlokalizowany nieco powyżej dawnej Kładki Parkowej (względem biegu rzeki).
Kładka Parkowa służyła przede wszystkim jako przeprawa umożliwiająca komunikację z terenami rekreacyjno–sportowymi Klubu Sportowego Burza, które rozpoczynały się tuż przy kładce. Znajdował się tu między innymi basen kąpielowy, obecnie również zlikwidowany.